# 扎西宗乡 (定日县)
扎西宗乡（藏語：བཀྲ་ཤིས་འཛོམས་），是中华人民共和国西藏自治区日喀则市定日县下辖的一个乡镇级行政单位。
珠穆朗玛峰西坡位于该乡（东坡属曲当乡）。

## 行政区划
扎西宗乡下辖以下地区：
扎西岗村、扎西宗村、加村、现琼村、岗绒村、仁白拉新村、托桑林村、琼那村、娘木达村、云加村、白列村、娘木村、巴松村、班定村、娘玛村、奶仓村、私米村、拉木堆村、冲嘎村、曲下村、热普村、普龙村、拉龙村、曲宗村、加盆村、藏普村、嘎当村、卡龙村、嘎热村和热杂村。